# Duitse militaire begraafplaats Cannock Chase
Duitse militaire begraafplaats Cannock Chase ligt in Staffordshire in de Midlands in Engeland. Het is een centrale begraafplaats voor 2143 doden uit de Eerste Wereldoorlog en 2797 doden uit de Tweede Wereldoorlog.

## De doden

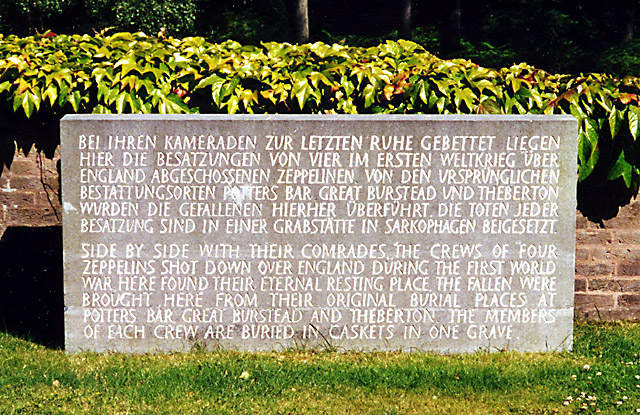
Duitse militaire begraafplaats Cannock Chase: graven van de Zeppelin bemanningen. De zeppelins werden tijdens de Eerste Wereldoorlog boven Engeland neergeschoten.

De oorlogsbegraafplaats is een centrale begraafplaats voor gesneuvelden uit de Eerste Wereldoorlog en Tweede Wereldoorlog in Groot-Brittannië en Noord-Ierland. Zij stierven in krijgsgevangen- en interneringskampen, of werden geborgen uit neergestorte vliegtuigen of waren aangespoeld aan de kust. Uit de Eerste Wereldoorlog zijn gesneuvelde bemanningsleden van Duitse luchtschepen hier ook bijgezet.

## De begraafplaats

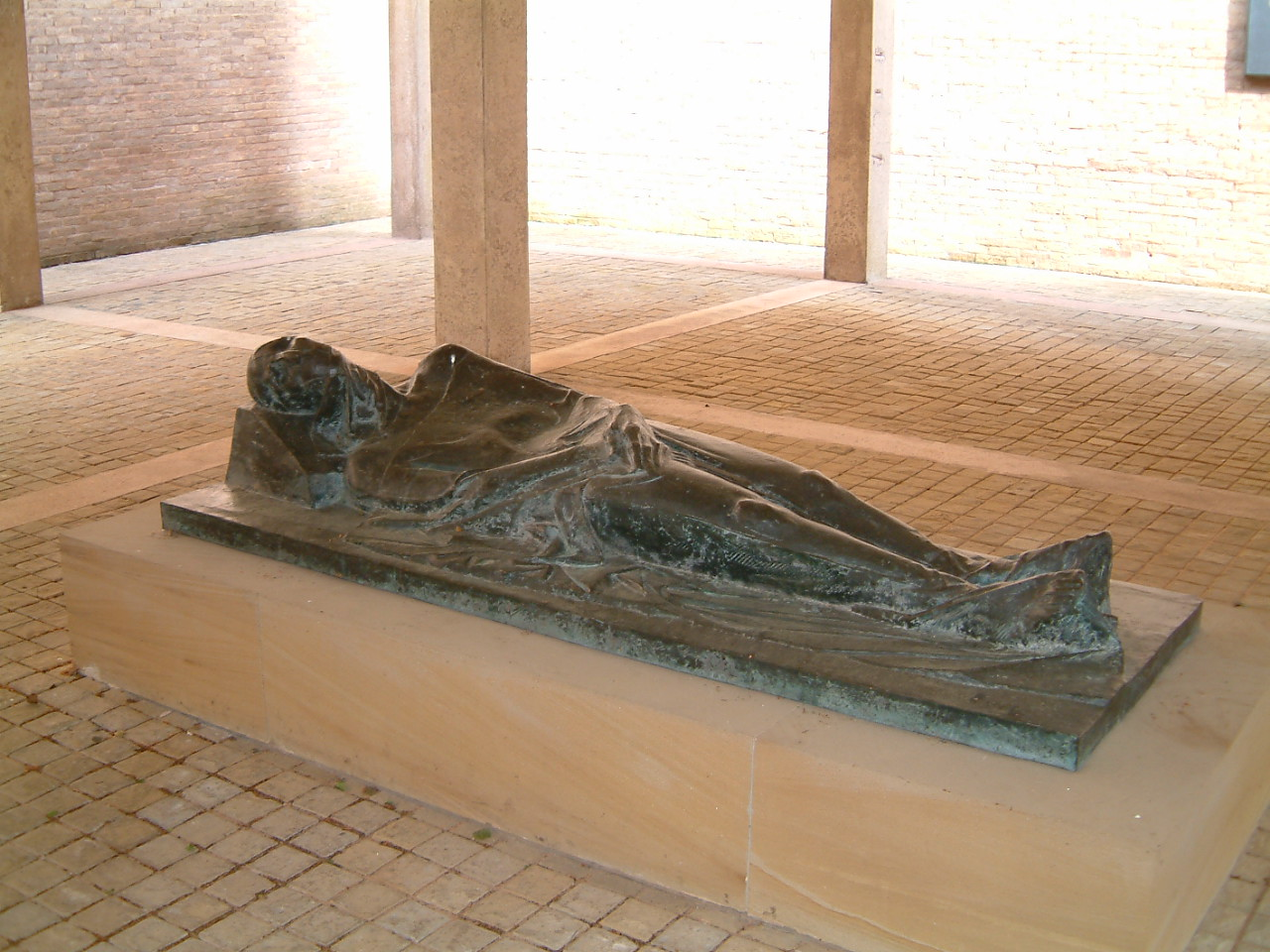
Duitse militaire begraafplaats Cannock Chase: bronzen sculptuur van een gevallen man door Hans Wimmer.

Een dal door het terrein scheidt de doden van de Eerste- en Tweede Wereldoorlog. De begraafplaats heeft een parkachtig karakter door de bomen, narcissen in de lente en heide in de herfst. Op de stelen gemaakt van hard kalksteen staan de twee namen van de doden op de voor- en achterkant. Vanaf de toegangsweg en een voorplein leidt het pad naar de bezoekersruimte. Vanaf daar is via de overdekte doorgang de hal te bereiken. Daar rust op een stenen sokkel een bronzen sculptuur van een gevallen man, door de beeldhouwer Hans Wimmer gemaakt.

## De Duitse-Engelse verstandhouding
Ter gelegenheid van het 50-jarig jubileum van de begraafplaats kwamen de voorzitter van de Staffordshire County Council, vertegenwoordigers van de graafschappen, burgemeesters, de nationale voorzitter van de Volksbund in Bremen, de luchtmachtattaché van de Duitse ambassade in Londen en familieleden van de doden samen rond het kerkhof als een plaats van vrede, vriendschap en begrip tussen mensen.

## Het nabijgelegen Commonwealth Cannock Chase War Cemetery
Het nabijgelegen Cannock Chase War Cemetery werd opgericht door de Commonwealth War Graves Commission (CWGC). De 97 doden uit Camp der New Zealand Rifle Brigade, maar ook de 228 Duitse doden van het ziekenhuis voor krijgsgevangen werden hier bijgezet. Verder rusten hier nog 29 gesneuvelden uit de Tweede Wereldoorlog.

## Opvallende graven
- Ernst Busch, Tweede Wereldoorlog Duitse Generalfeldmarschall en onderscheiden met de Pour le Mérite[4].
- Leo Gburek, Duitse geofysicus, Luftwaffe weer waarnemer en lid van de Zwabenland-expeditie[5].
- Hans Hahn, Tweede Wereldoorlog Duitse Luftwaffe Leutnant en vliegende aas[6].
- Maximilian von Herff, Tweede Wereldoorlog Duitse SS-generaal[7].
- Karl Ritscherle, Eerste Wereldoorlog Duitse vliegende aas en Tweede Wereldoorlog Luftwaffe Major, gesneuveld tijdens de slag om Engeland[8].
- Alois Stoeckl, Tweede Wereldoorlog Duitse Oberst, gesneuveld tijdens de slag om Engeland.